# P軌道

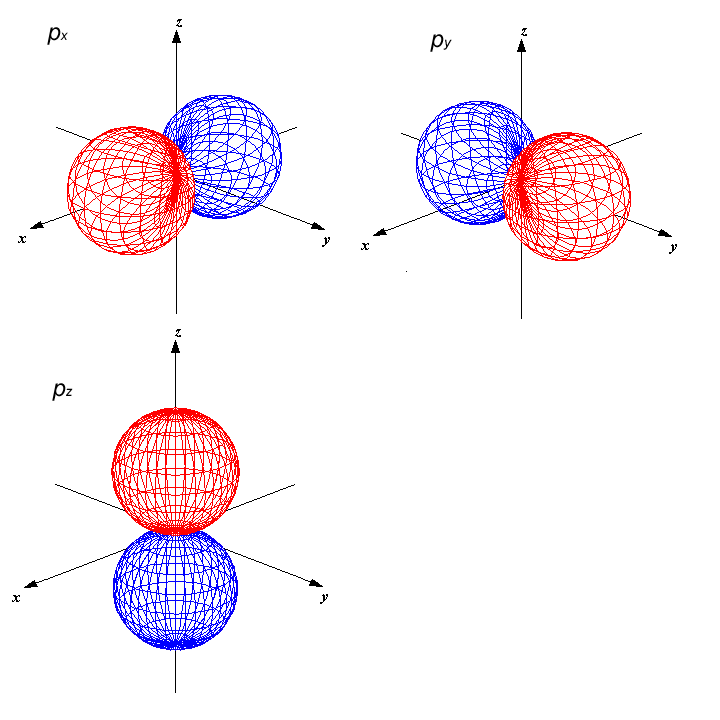
p軌道の角度依存、赤は正、青は負の符号を示している

p軌道（ピーきどう、英: p orbital）とは、原子を構成している亜鈴状の電子の軌道のひとつである。
方位量子数は１で、L殻以降の電子殻（2以上の主量子数）についてpx,py,pzという異なる配位の3つの軌道が存在する。各電子殻（主量子数）のp軌道は主量子数の大きさから「2p軌道」（L殻）、「3p軌道」（M殻）のように呼ばれ、ひとつの電子殻（主量子数）のp軌道にはスピン角運動量の自由度と合わせて最大で6つの電子が存在する。s軌道の波動関数は球対称だが、3つのp軌道はそれぞれx軸、y軸、z軸に対する軸対称な波動関数をしている。
p軌道のpは「principal」に由来し、ほぼすべての元素で観測されること、また励起pから基底sへの遷移スペクトル強度が大きいことから、主要な、第一の、と意味づけられた。

## 混成軌道
p軌道は炭素や窒素など、13族から17族のPブロック元素の物性に重要な役割を果している（周期表参照）。これらの元素が共有結合をするとき、p軌道のみが結合に関わることは余りなく、s軌道と混成軌道を作り、結合に関わることが多い。